# Собор Святого Христа Всеспасителя (Шуша)
Собор Святого Христа Всеспасителя (арм. Սուրբ Ամենափրկիչ Ղազանչեցոց — Сурб Аменапркич Казанчецоц) или Казанчецоц (арм. Ղազանչեցոց, азерб. Qazançı kilsəsi) — армянский собор в городе Шуше (Азербайджан). Архитектурный комплекс состоит из храма (1868—1887 годы) и колокольни (1858 год). Архитектор Симон Тер-Акобянц, строитель Аветис Ерамишянц. Храм является центром Арцахской епархии Армянской Апостольской церкви.
Храм был повреждён в результате обстрела во время Второй карабахской войны.
После возвращения контроля над Шушой, Азербайджан начал ремонтно-воостановительные работы в храме, которые позиционируются азербайджанской стороной как реставрационные.

## История
Название Казанчецоц произошло от имени квартала города Шуши Казанчалу (Казанчецоц), которое было основано переселившимися в Шушу выходцами из села Казанчи в Нахичевани.
С западной части шушинцем Абраамом Хандамирянцем в 1858 году была построена трёхуровневая колокольня. Строительная надпись колокольни, выполненная на восточной её стене, гласит:
(Построена) колокольня в память о покойном Габриеле Овсепян-Батирянце, что родом из Казанчи и о паломнике Мкртиче Маргаряне-Хандамирянце, о супруге его Баласан и сыновьях Арупе и Степане и всех казанчийцах. Да воспомянем Бога во славу его и ради спасения душ всех живых и покойных. В лето 1858
Согласно надписи на торце алтаря церкви, её строителем был Аветис Ерамишянц, зодчим — Симон Тер-Акобянц. Последний хотел, чтобы сооружение напоминало Эчмиадзинский собор. Даты строительства собора указаны в строительной надписи в верхней части южного портала:
Благодатью и милостью всемогущего бога построен чудотворный святой собор на средства и пожертвования прихожан церкви Аменапркич Казанчецоц города Шуши, строительство которой было начато в 1868 г. при царствовании всемогущего самодержца императора всея Руси Александра II и при патриаршестве Георга IV, завершено в 1887 г. во время коронования сына Его Величества благословенного императора Александра III при католикосе Маркаре I. 20 сентября 1888 г.»
Храм был освящён 20 сентября 1888 года.

Собор в XIX — начале XX в.
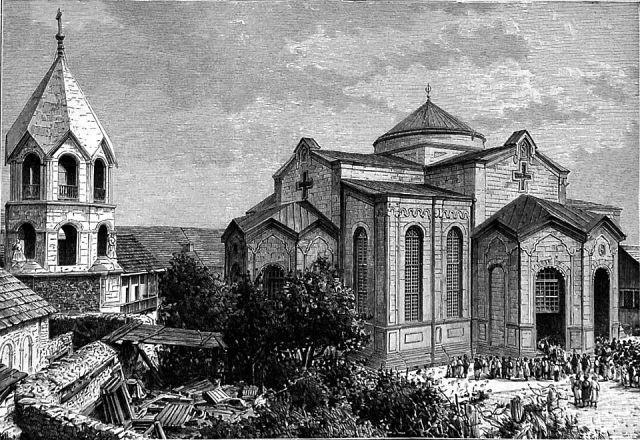
Зарисовка общего вида собора. Гравюра Тейлора с фотографии. 1891 г.
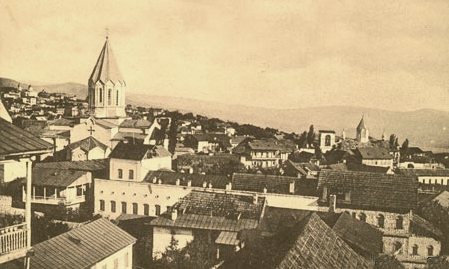
Вид Шуши с собором, ~1900 г.
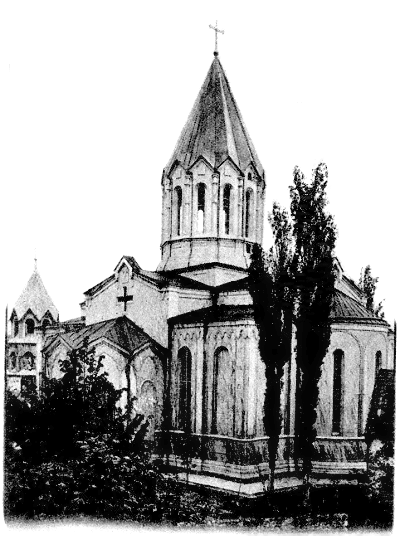
Собор в 1911 г.
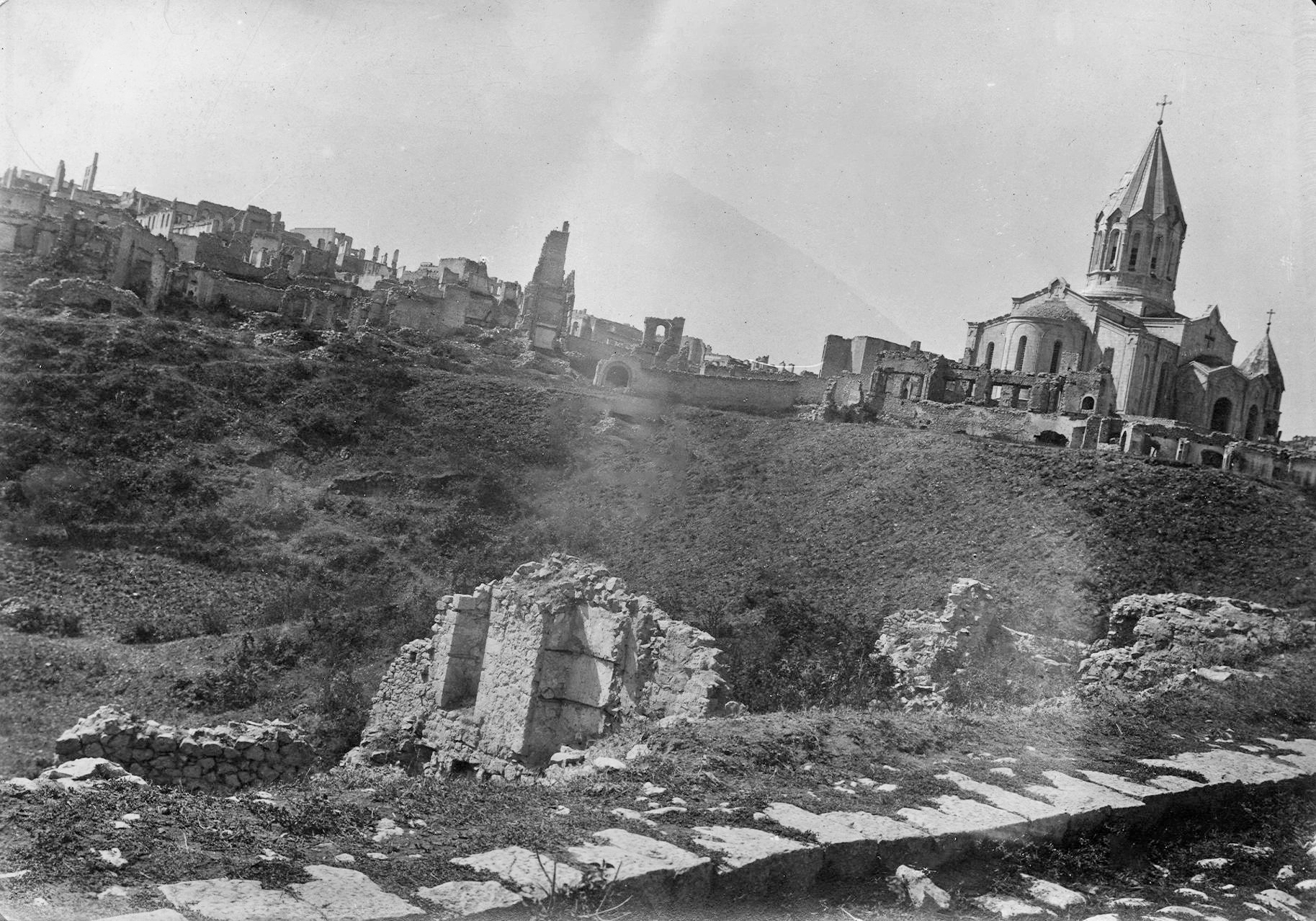
Собор на фоне городских руин, 1920 г.
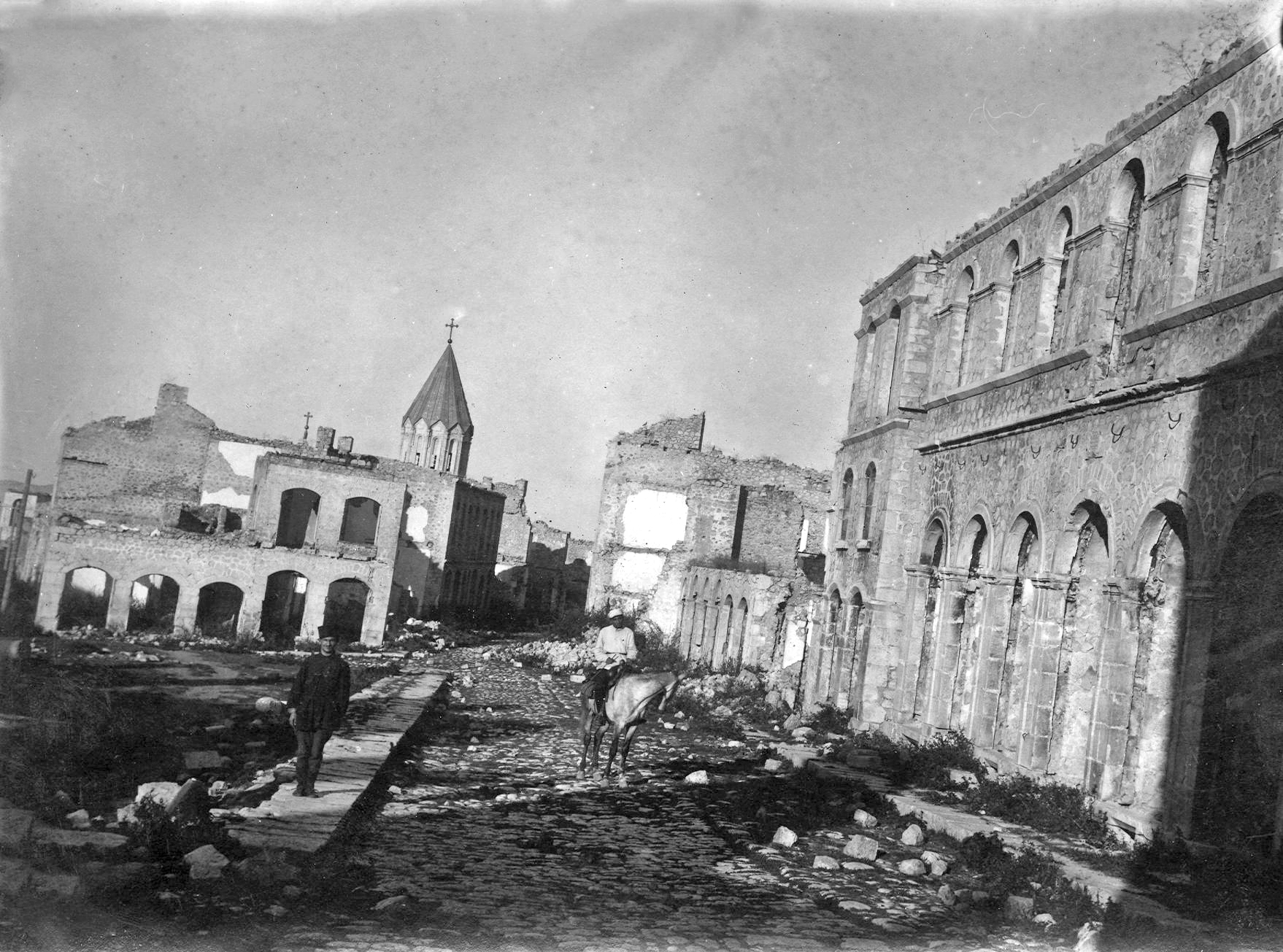
Собор в 1920 г.
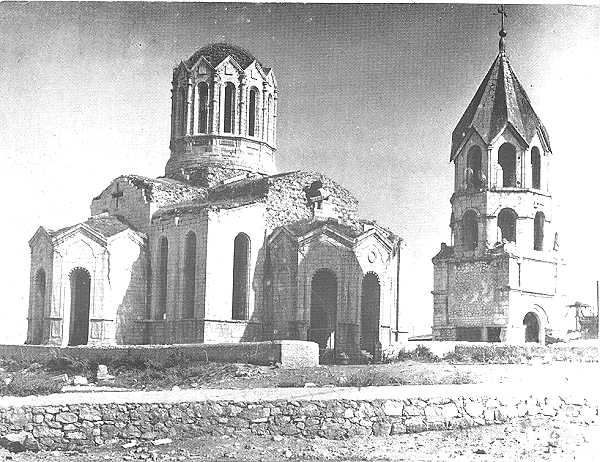
Состояние собора в 1920-е гг.

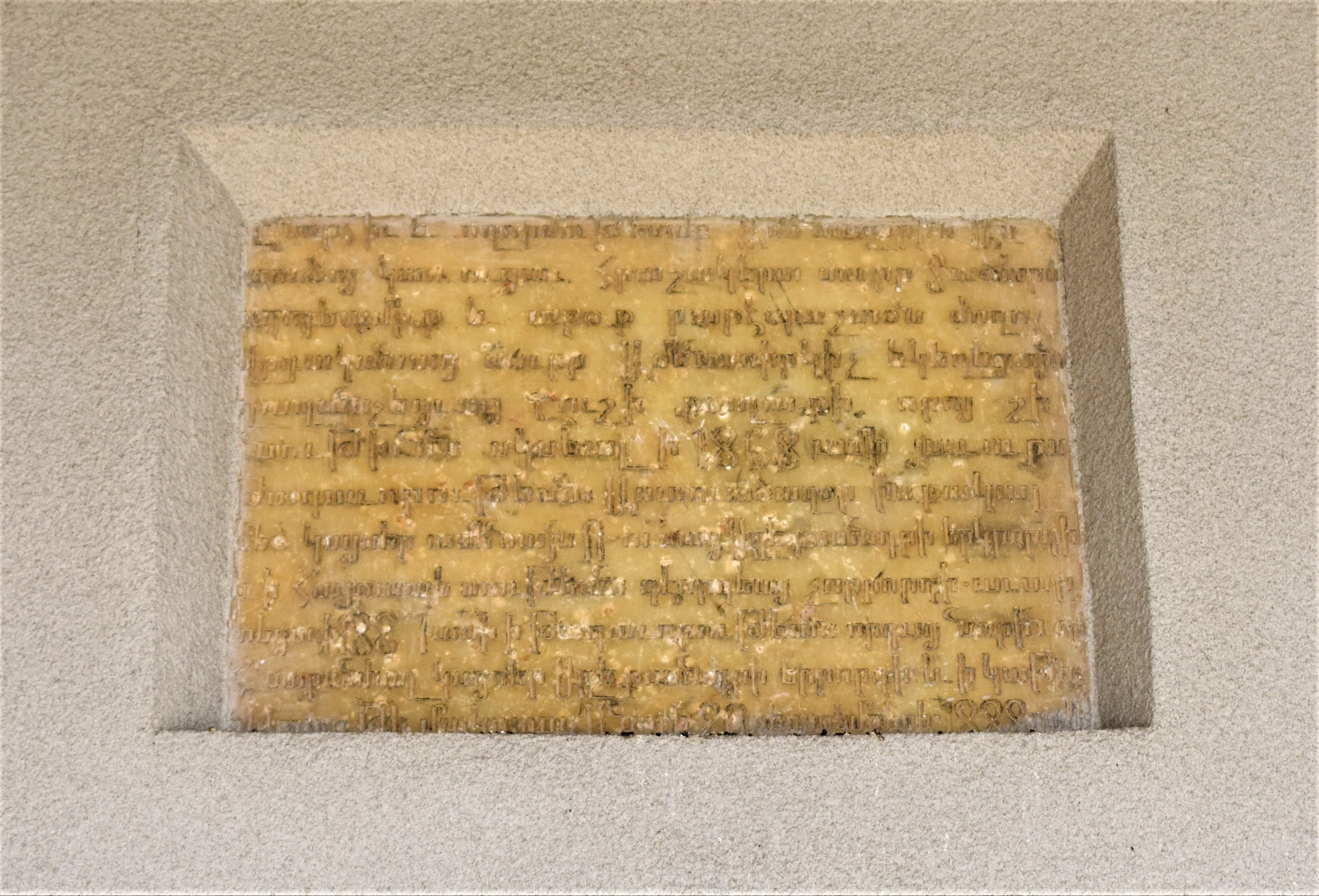
Памятная надпись об основании собора

Во время Шушинской резни 1920 года, собор был повреждён, перестал функционировать и лишился купола. В 1930 году был окончательно закрыт и весь советский период использовался в качестве зернохранилища и, позднее, после 1960-х годов, — гаража. Он находился в полуразрушенном состоянии, в том числе отсутствовал купол собора, а барельефы и гравюры были стерты.
Во время Первой карабахской войны в соборе располагался азербайджанский склад ракет для системы «Град». Был сильно повреждён, в частности, отсутствовал купол. После перехода под контроль армянской стороны, собор и прилегающая территория были реконструированы.
В 2001 году распоряжением Кабинета министров Азербайджанской Республики № 132 собор был включён в список охраняемых государством объектов в качестве «архитектурного памятника национального значения».
16 октября 2008 года в Нагорном Карабахе прошла «Большая свадьба Левона Айрапетяна»: одновременно отпраздновали свадьбу 687 пар, из которых — 550 обвенчались в соборе Казанчецоц, a остальные — в монастыре Гандзасар.

### Собор в период Второй карабахской войны

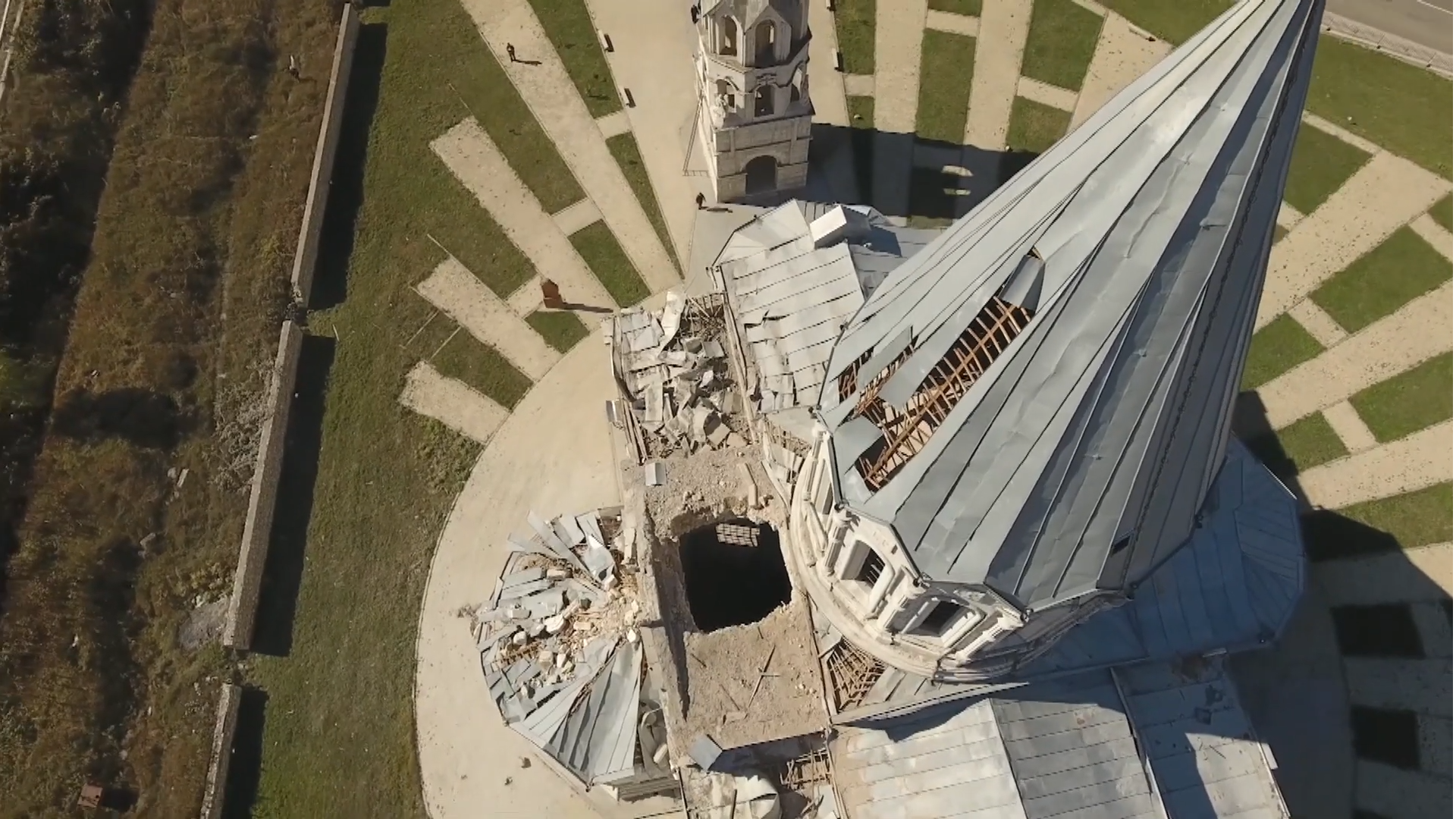
Разрушения, вызванные, по мнению «Human Rights Watch», ударом ВС Азербайджана

По информации «Human Rights Watch», 27 сентября 2020 года, после длительного периода относительного затишья, азербайджанские силы начали широкомасштабное наступление по периметру Нагорного Карабаха. С первых дней войны сообщалось об ударах по городу Шуше.
8 октября собор Казанчецоц дважды за день попал под обстрел. Первый удар по церкви был нанесен в 12:30; в результате удара никто не пострадал так как в этот момент мирные жители прятались в подвале церкви. В потолке церкви образовалась дыра диаметром в один метр. Сами же обломки от взрыва, а также детали управляемой ракеты, можно было наблюдать на территории церкви. В 17:00 был произведен второй удар. В результате повторного удара пострадали три российских журналиста, занимавшиеся в храме фиксацией последствий первого удара.

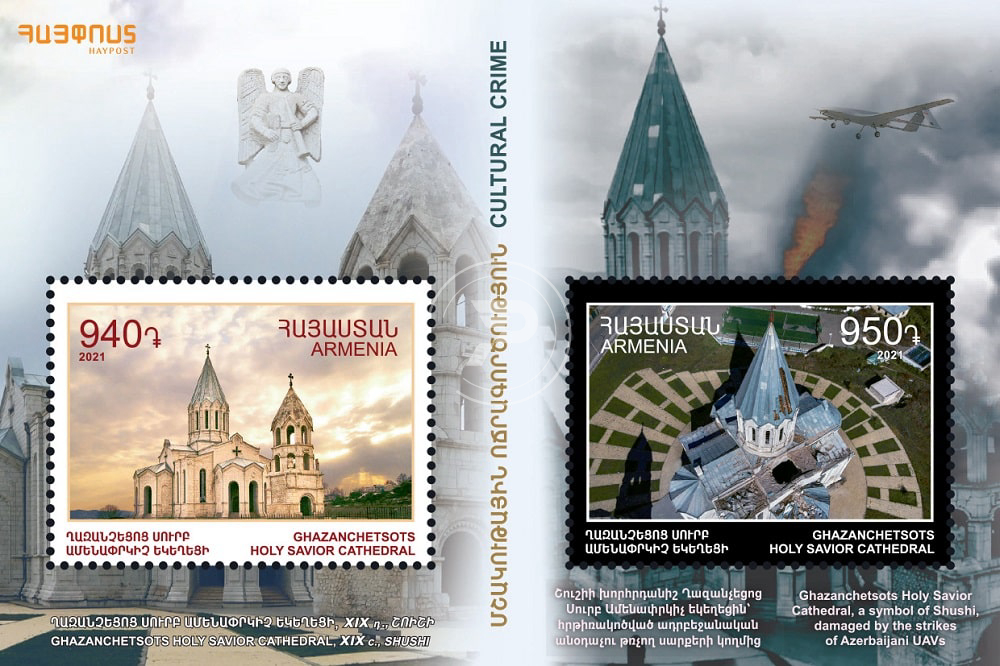
Марка Армении, посвящённая обстрелу собора

Власти непризнанной НКР обвинили Азербайджан в целенаправленном уничтожении армянских святынь и исторических памятников. Минобороны Азербайджана ответило, что азербайджанская армия не берёт на прицел исторические, культурные, в особенности религиозные сооружения и памятники. 14 октября в интервью французскому каналу «France 24», президент Азербайджана Ильхам Алиев заявил, что вопрос требует изучения: «Мы не уверены в том, что произошло. Есть подозрения в том, что это дело рук армян, которые хотят обвинить нас». Если же это было сделано азербайджанскими военными, то, по словам Алиева, это было ошибкой, так как среди целей Азербайджана нет никаких исторических и религиозных объектов. Помимо этого министр иностранных дел Азербайджана Джейхун Байрамов заявил, что, если бы целью Азербайджана было уничтожение церквей, то государство бы не «восстанавливало Армянскую церковь в центре Баку, где хранятся тысячи армянских книг». Однако, как отмечает «Human Rights Watch», бомбардировка церкви по всей видимости являлась преднамеренной, в нарушение законов войны. Об этом, по мнению организации, свидетельствуют остатки управляемых ракет. Кроме этого, оба удара пришлись в одну и ту же часть крыши, а разница между точками попадания составила не более двух метров. Ввиду того, что в период нанесения ударов по церкви, других атак по городу и храму не наносилось, подобная точность попадания исключает возможность использования неуправляемых ракет, так как они неспособны достичь такой высокой степени точности поражения за два удара. 16 декабря Human Rights Watch отмечало, что, прошло больше месяца с тех пор, как Азербайджан восстановил контроль над Шушой, и правительству нужно без траты времени проводить расследование атак и привлечение виновных к ответственности. В мае 2021 года министр иностранных дел Армении Ара Айвазян заявил, что Азербайджан проигнорировал призыв ООН о скорейшем «проведении расследования целенаправленного обстрела Баку 8 октября 2020 года».

### Строительные работы после 2021 года

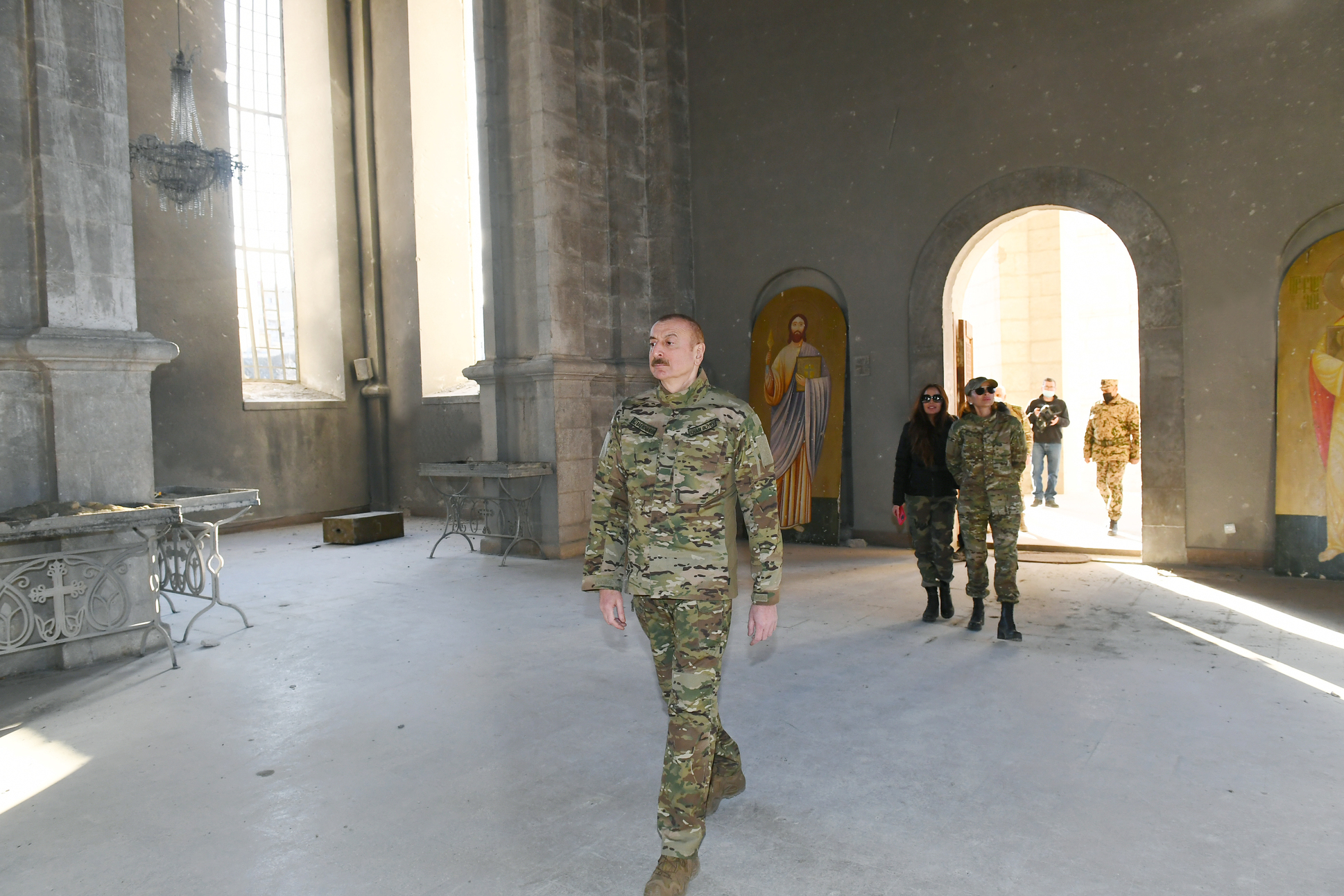
Президент Азербайджана Ильхам Алиев внутри церкви. 14 января 2021 года

14 января 2021 года президент Азербайджана Ильхам Алиев посетил собор и осмотрел его в ходе своей поездки в Шушу. В этот же день министр культуры Азербайджана Анар Керимов заявил, что Азербайджан восстановит собор.
В первой половине 2021 года в рамках крупномасштабных строительных работ в Шуше начались строительные работы в соборе, которые позиционируются Азербайджаном как реставрационные. В ходе этих работ, в связи с сильным повреждением во время войны двумя артиллерийскими снарядами, был демонтирован остроконечный купол собора. Это купол был установлен после 1992 года, когда армяне восстановили облик собора досоветского периода. По словам МИД и официальных представителей Азербайджана, церковь восстанавливается в «первозданном виде», «скорее всего без купола», являющегося, по утверждениям официального Баку, инородным элементом. При этом, за основу, по словам советника президента Азербайджана Хикмета Гаджиева, была взята детальная опись храма, проведенная в советские годы. Как отмечает BBC, в советской описи остроконечный купол не упоминается.
Однако, на более ранних фотографиях досоветского периода, купол собора имеет похожую остроконечную форму. Размеры собора с высоким куполом описаны армянским этнографом Ервандом Лалаяном в Этнографическом сборнике за 1897 год. Наличие остроконечного «высокого купола» подтверждается и описанием внешнего вида соборного комплекса в армянских советских источниках.
В связи с этим, МИД Армении назвал противоречивые работы «вандализмом», заявив, что Азербайджан «не вправе проводить какие-либо работы на территории культурно-исторических объектов без активного вовлечения и оценки международных экспертов ЮНЕСКО» и представителей Армянской Апостольской церкви. Также, армянская сторона считает, что «Азербайджан намеренно запрещает доступ экспертов ЮНЕСКО к находящимся под угрозой объектам армянского культурного наследия, чтобы скрыть военные преступления с одной стороны и изменить историческую и архитектурную целостность памятника с другой». В ответ, МИД Азербайджана обвинил Армению в намерении уничтожить весь город, в том числе и церковь, ссылаясь на обнаружение обломков ракеты «Искандер-М» в 200 метрах от церкви, а также заявил, что Армения «не имеет морального или юридического основания делать какие-либо заявления в связи с реставрационно-строительными работами, проводимыми Азербайджаном на своей территории».

## Описание

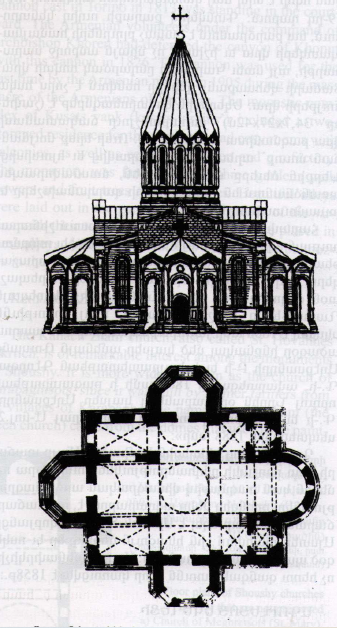
Западный фасад и план собора

По мнению Грача Чилингиряна, собор является символом религиозного и культурного возрождения города в XIX — начале XX веков. Собор расположен в центре города, находящегося на вершине плато. Перед входами изнутри и снаружи сооружены многогранные притворы, благодаря которым он получил крестово-купольную композицию, а планировка и объёмно-пространственное решение храма напоминают Эчмиадзинский кафедральный собор.

### Церковь
Храм представляет собой залу размерами 34,7×23×35 м. Фасадные части ее облицованы отесанными плитами из местного тёсаного известняка светло-кремового оттенка. Это одна из самых больших армянских церквей. Она имеет композицию четырехглавой базилики, полукруглой снаружи и внутри.
В центре сооружения расположен купол, опирающийся на четыре пилона, расположенных в центре молельного зала. В зале имеются окна размером 1×5 м.
Имеет три одинаковых входа с красивыми трехарочными полукруглыми в плане портиками: с запада, юга и севера. Над серединными арками портиков открывается по одному крестообразному окну шириной 1 и высотой 5 метров. Парадные входы завершаются круглыми вставками-монолитами, покрытыми рельефами.
В храме имеется множество надписей в память о горожанах, жертвовавших на постройку.

### Колокольня

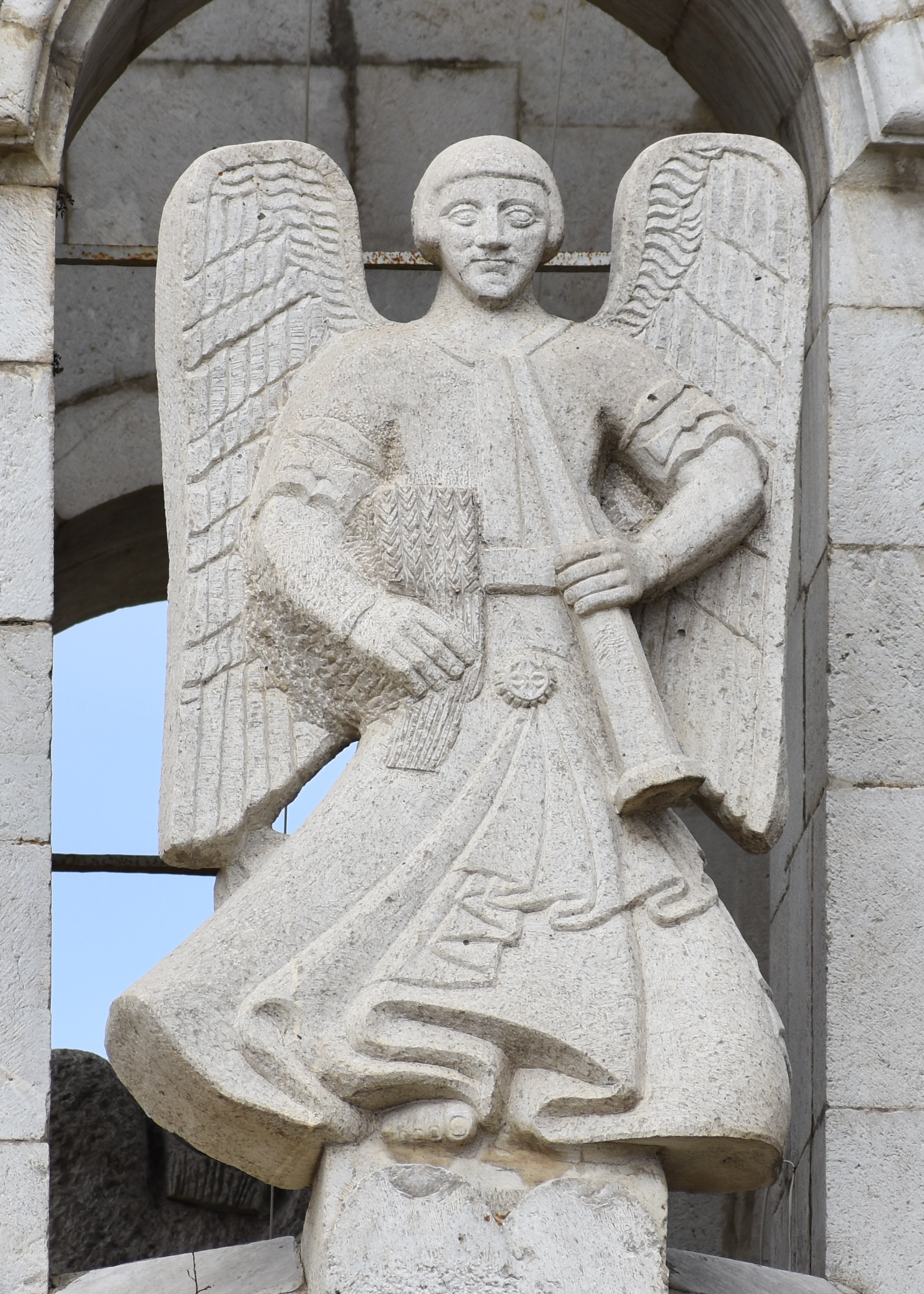
Скульптура ангела на колокольне собора

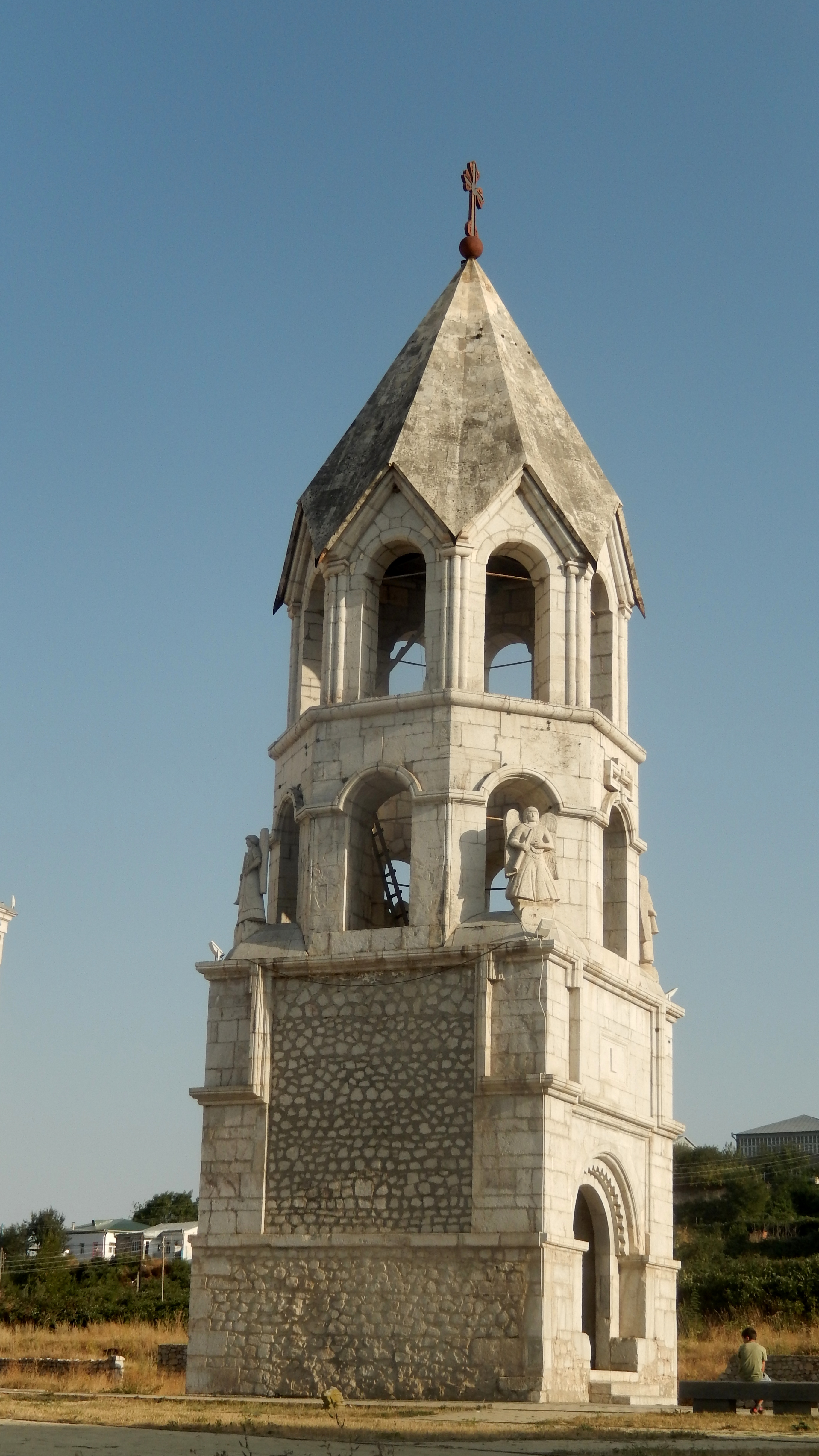
Колокольня в 2014 г.

Колокольня расположена к западу от храма и представляет собой трехэтажное сооружение, в верхних четырёх углах первого этажа установлены четыре скульптуры архангелов, описанных в седьмой главе Книги Апокалипсиса, где говорится о дующих в трубы ангелах, «стоящих на четырех углах земли, держащих четыре ветра земли, чтобы не дул ветер ни на землю, ни на море, ни на какое дерево», чтобы не причинить вред «ни земле, ни морю, ни деревам». Автор скульптур — Армен Акопян. Однако, эти скульптуры были разрушены во время Первой карабахской войны и в настоящее время на их месте находятся воссозданные копии. Одна из этих скульптур изображена на гербе Шуши согласно административному делению Нагорно-Карабахской республики.
Прекрасным образцом каменной резьбы является орнаментированный пояс колокольни.

## Галерея

Собор в XX — начале XXI в.
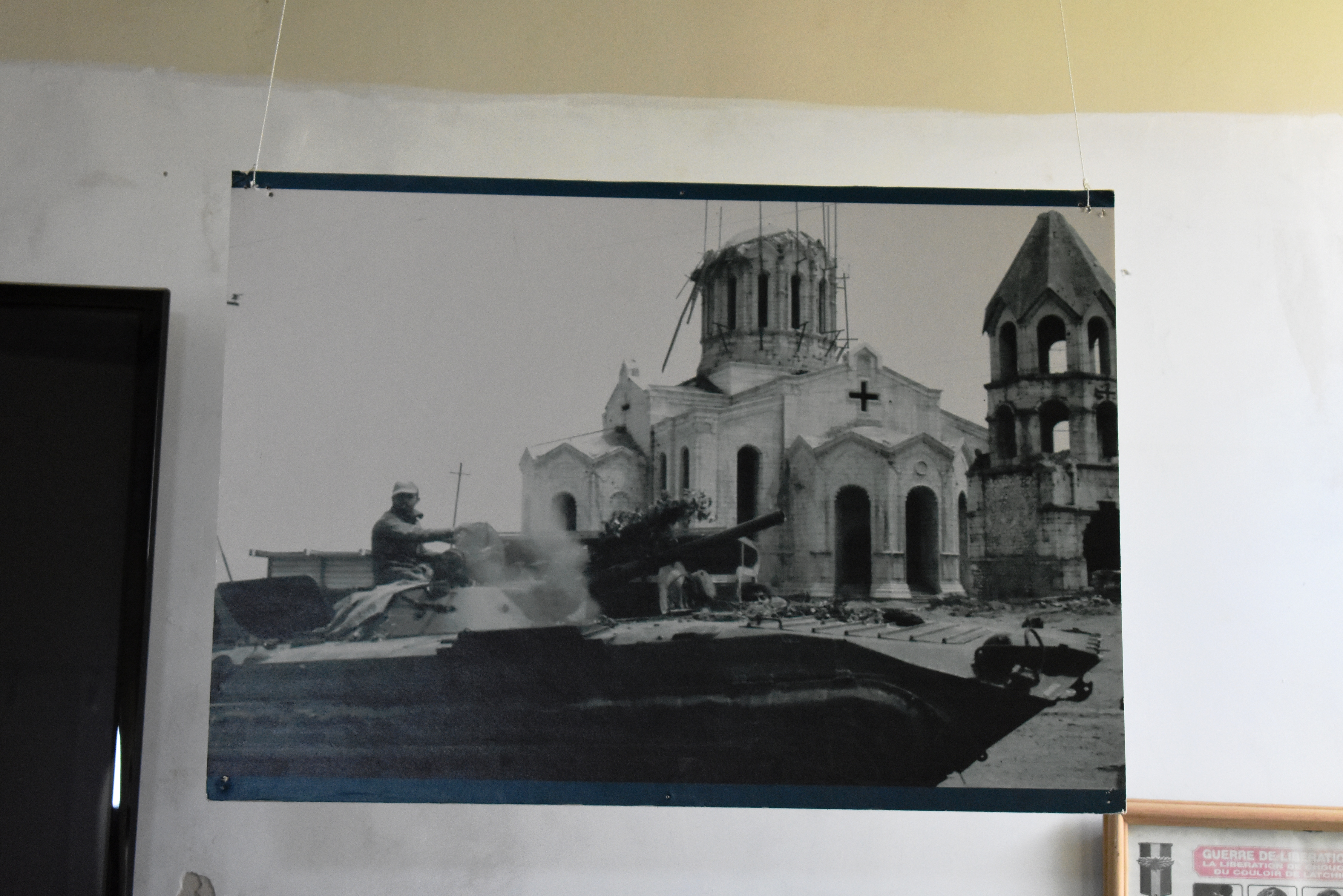
Состояние собора после боёв за город, май 1992 г.
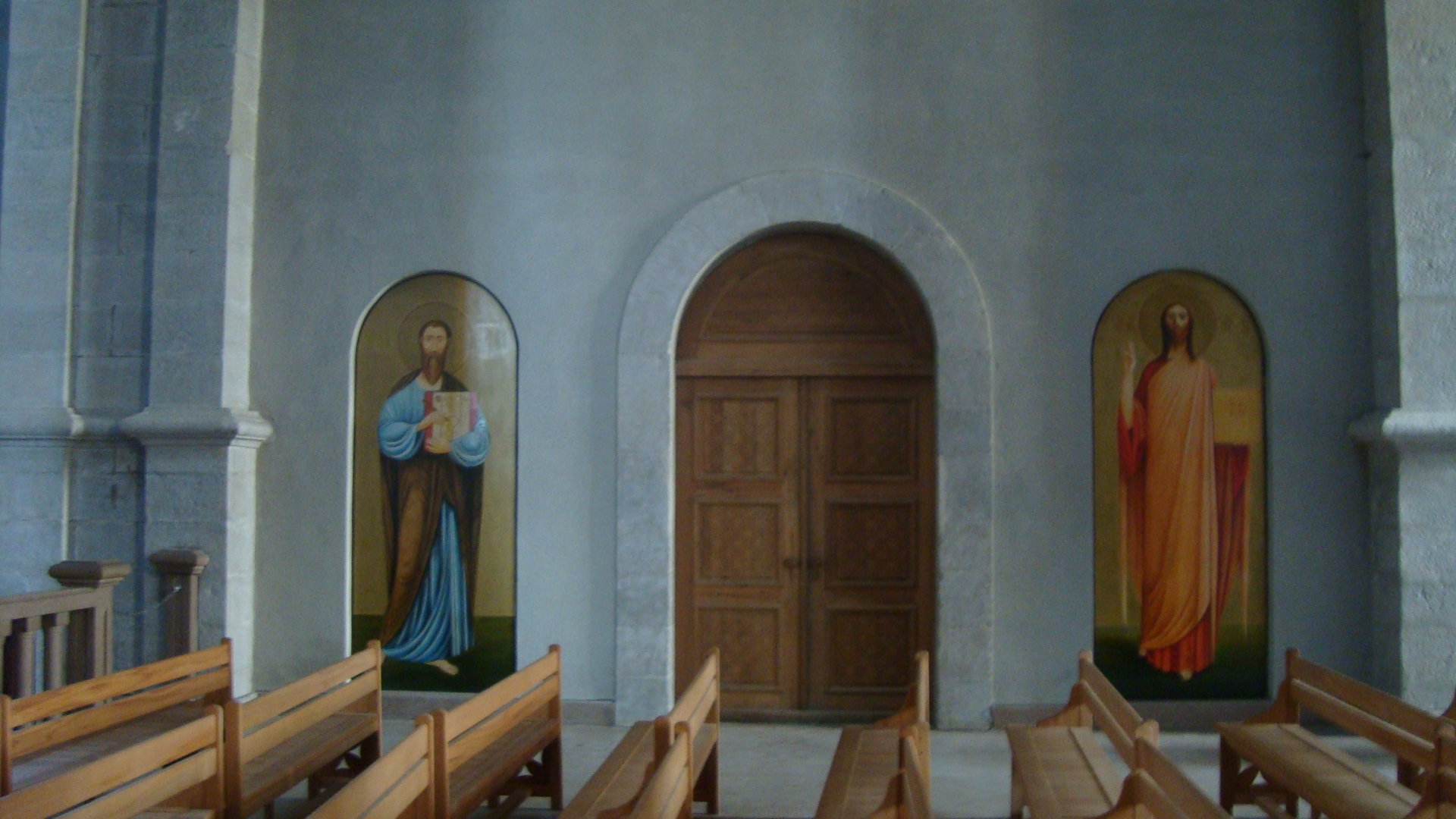
Внутри храма
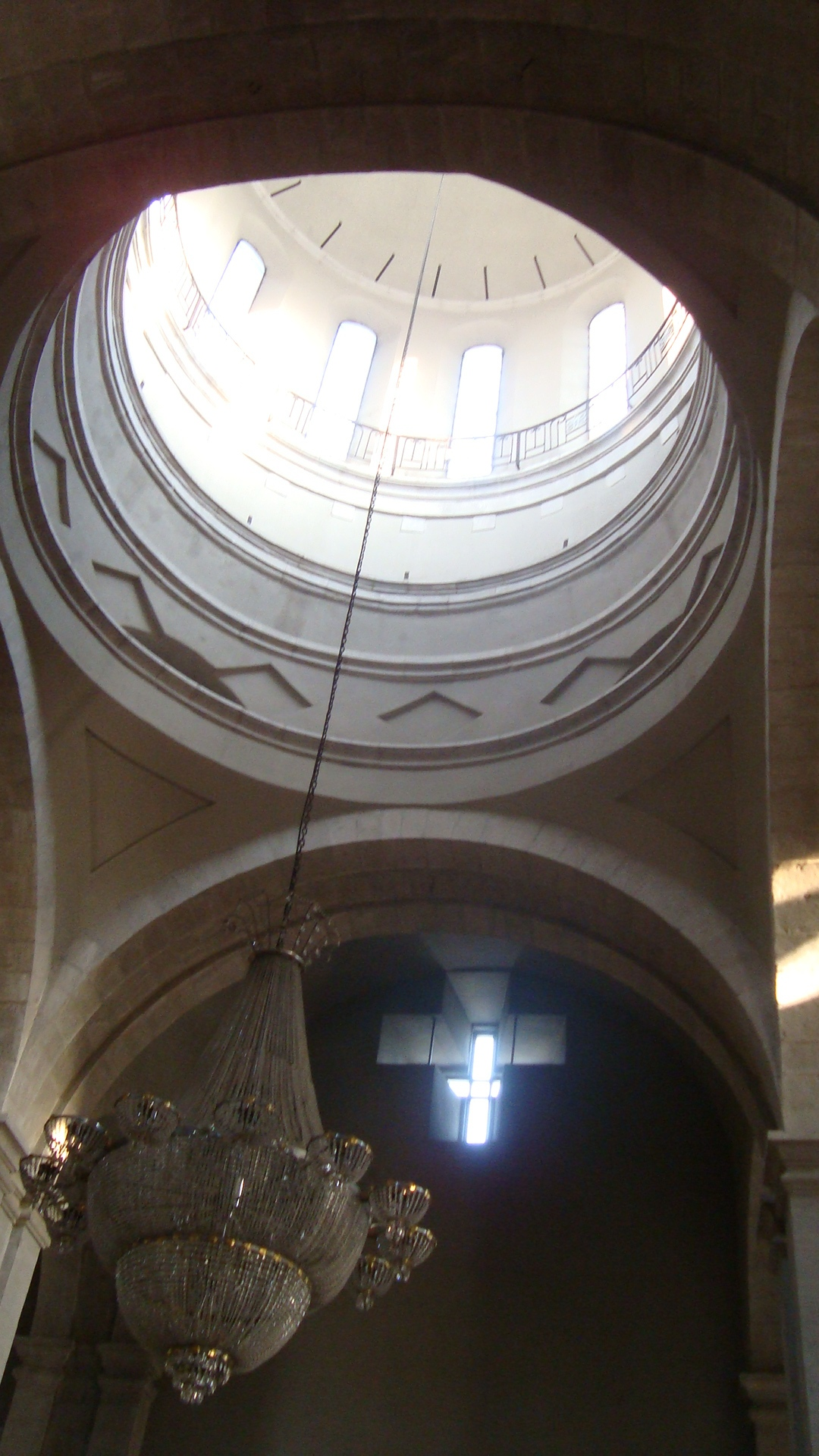
Главный купол изнутри
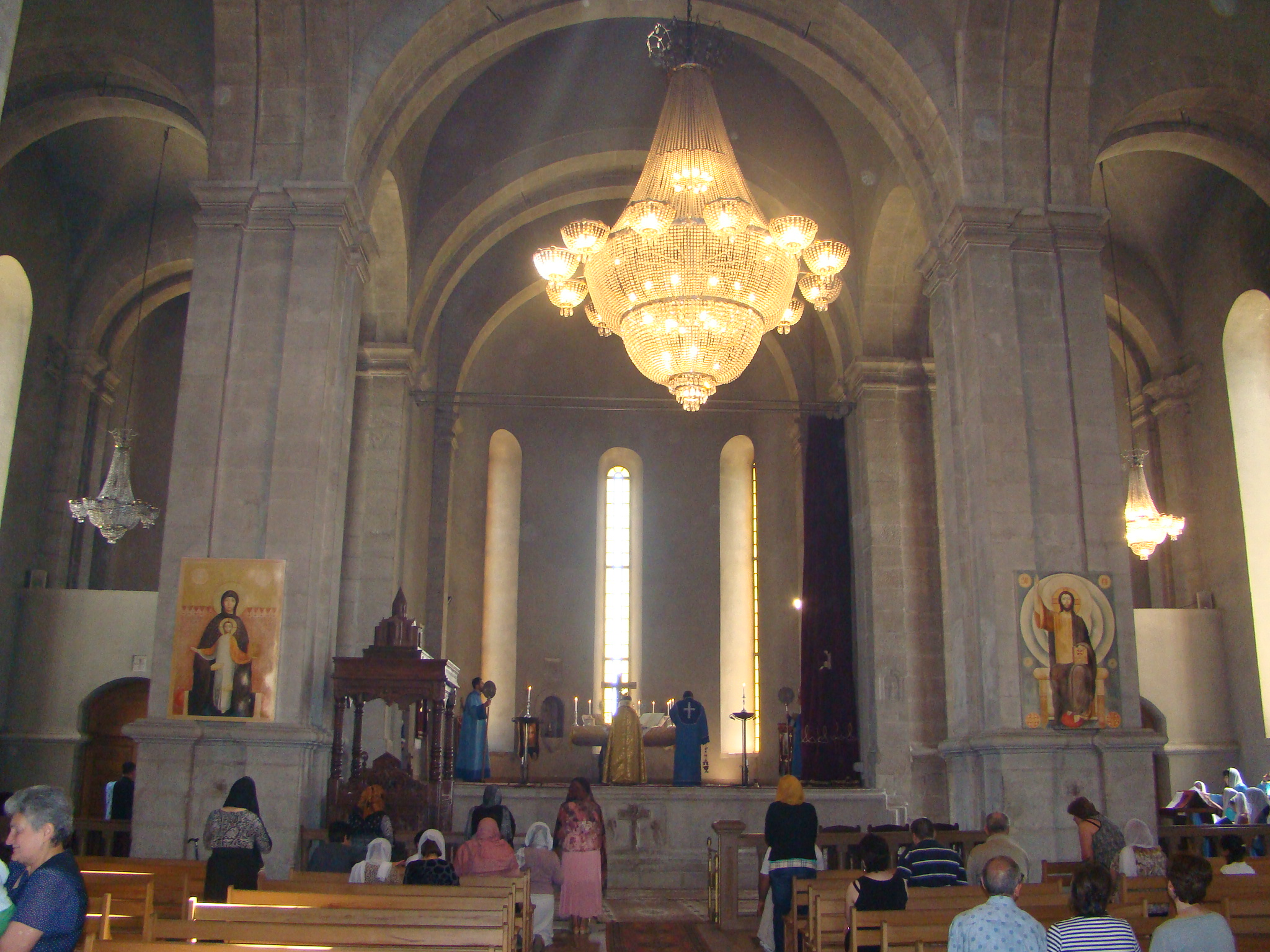
Алтарь храма
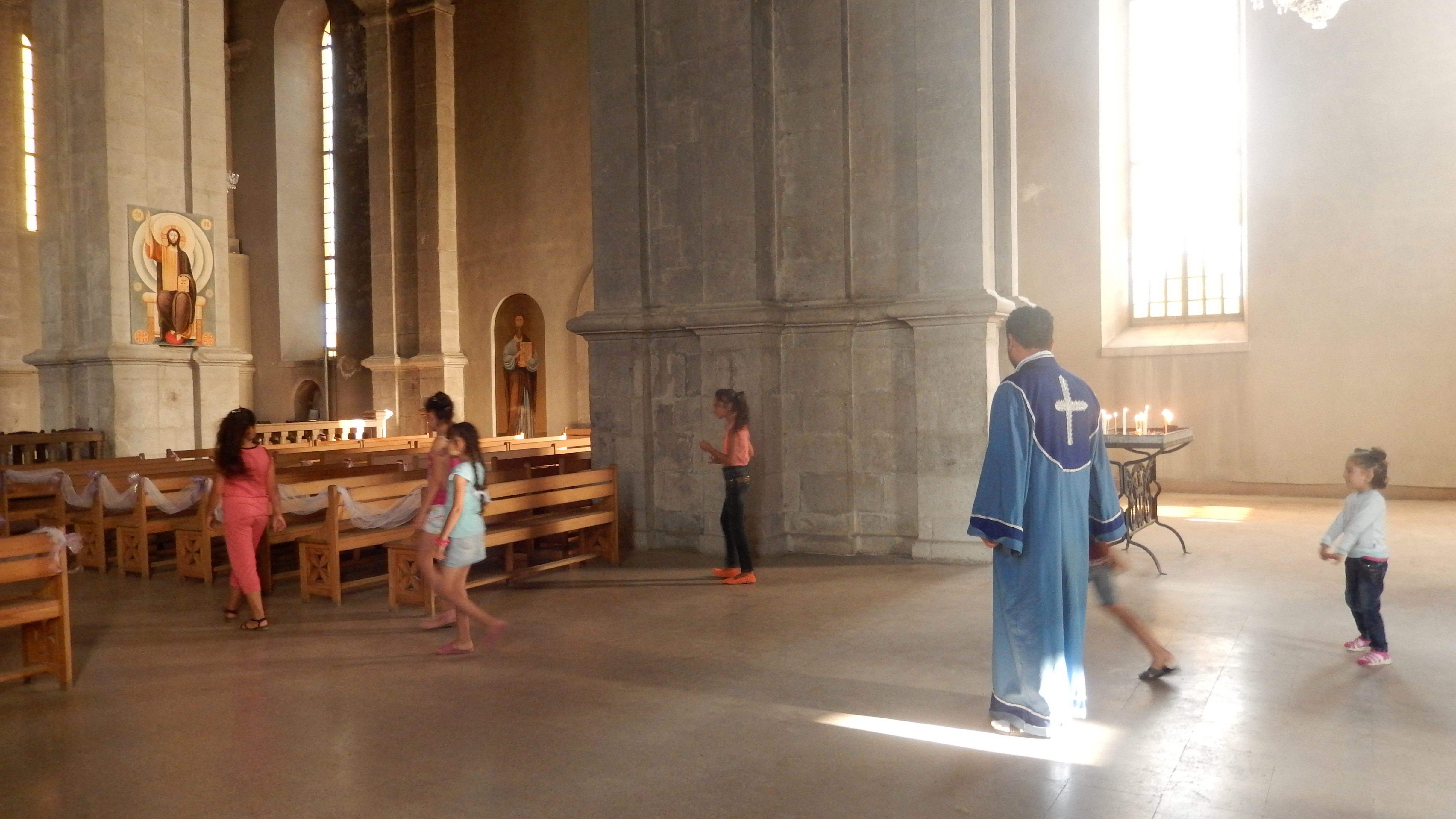
Внутри храма
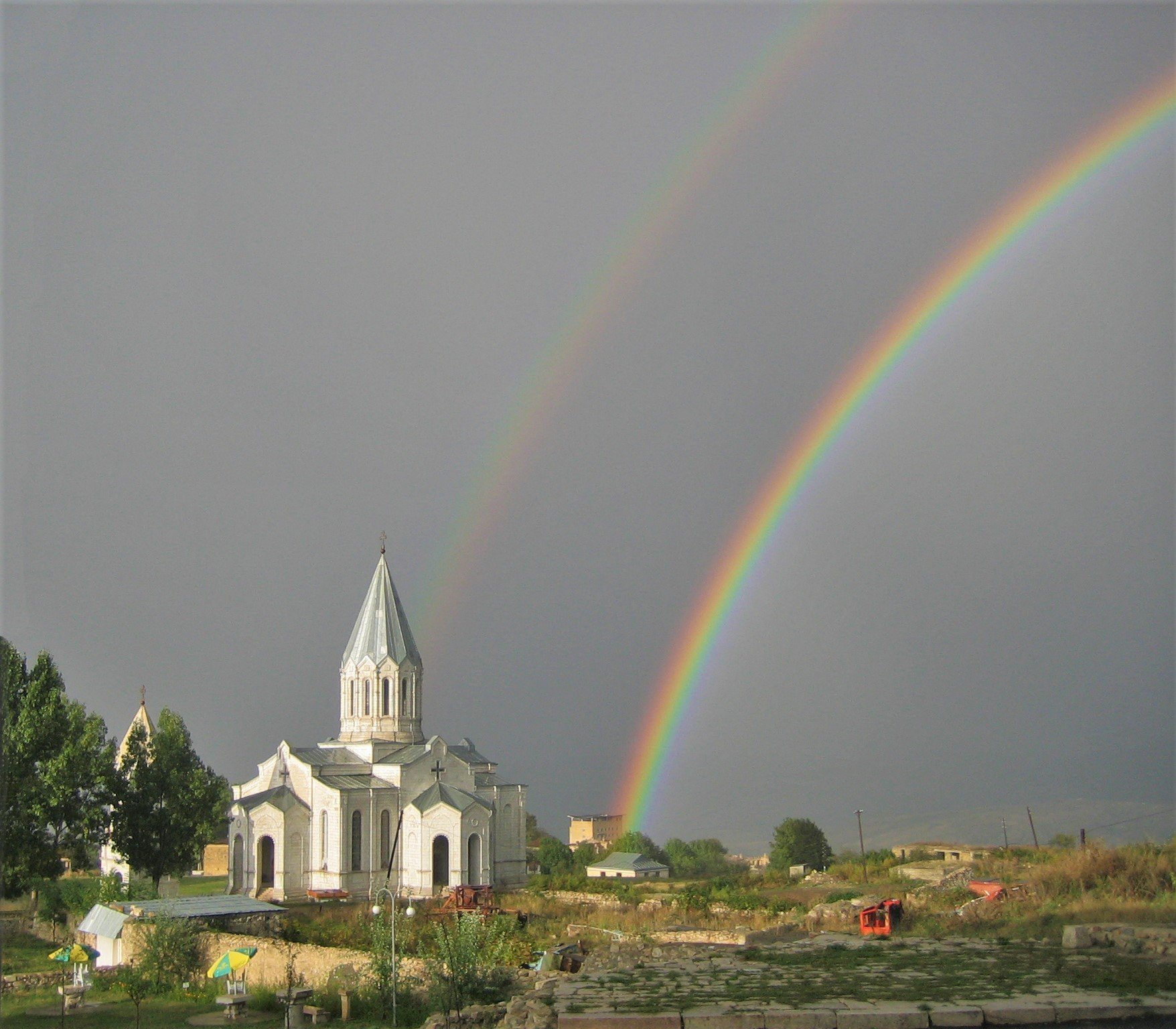
Общий вид собора в 2005 г.
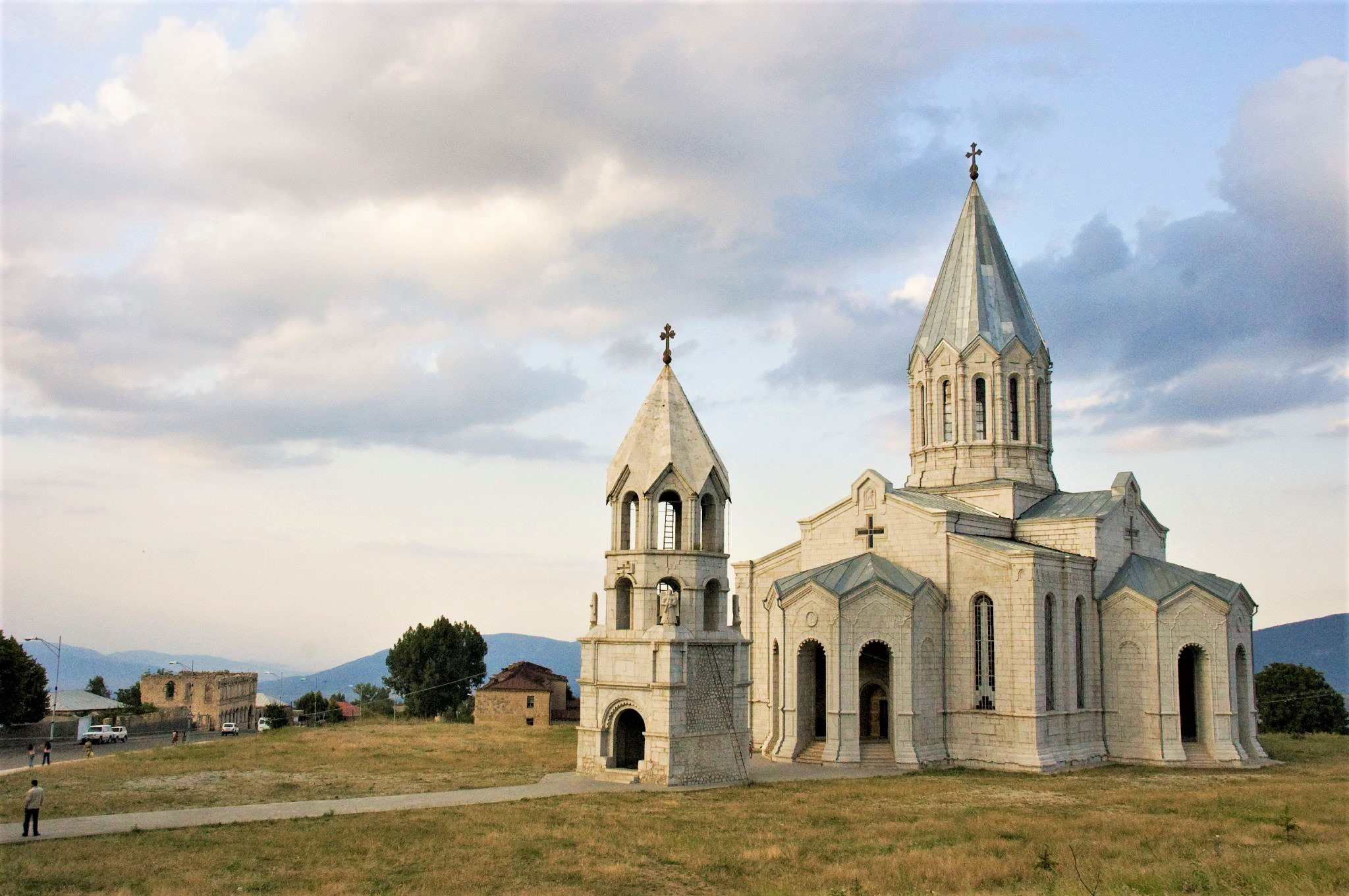
Собор в 2007 г.
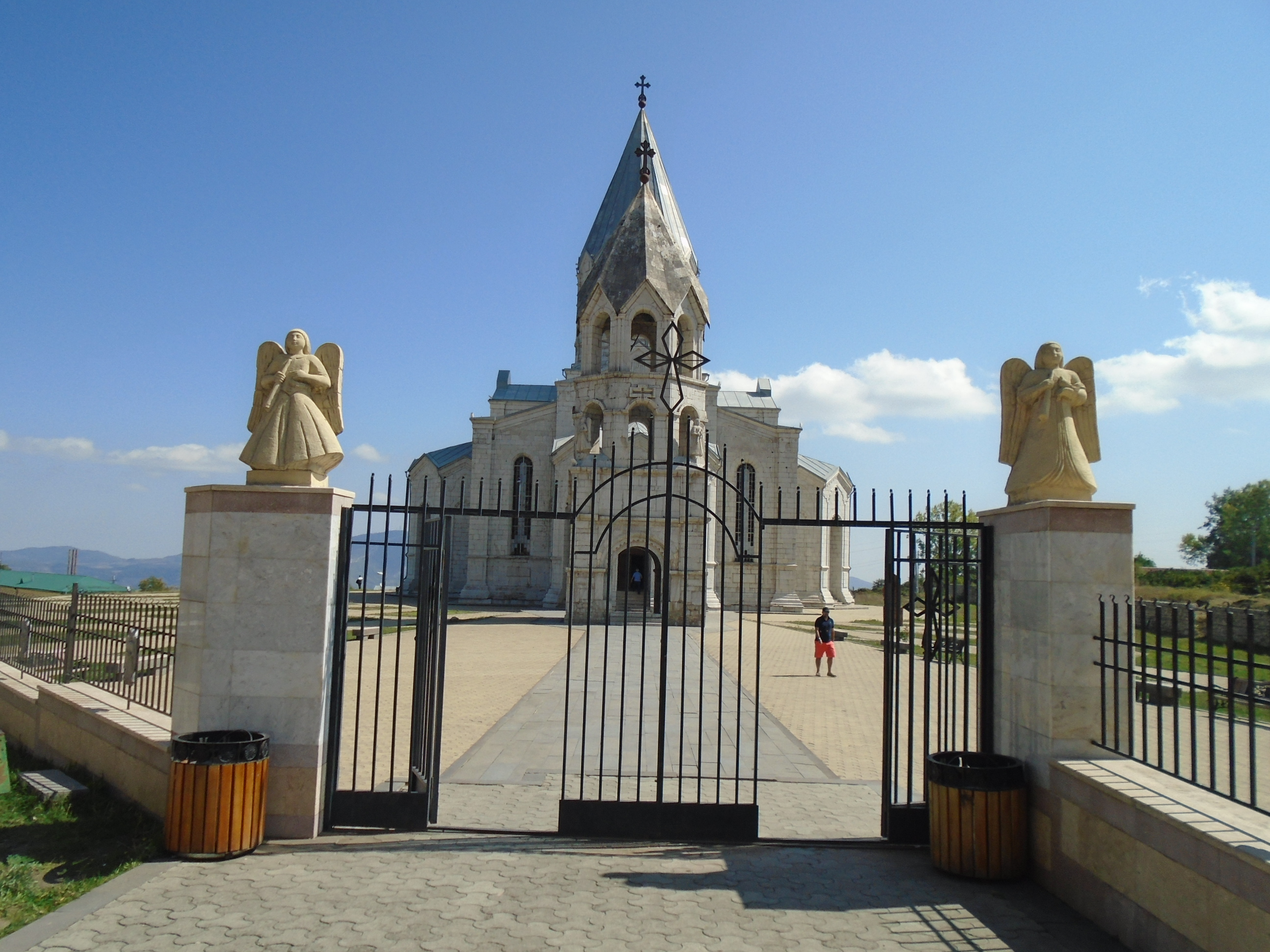
Главный вход на территорию соборного комплекса в 2019 г.
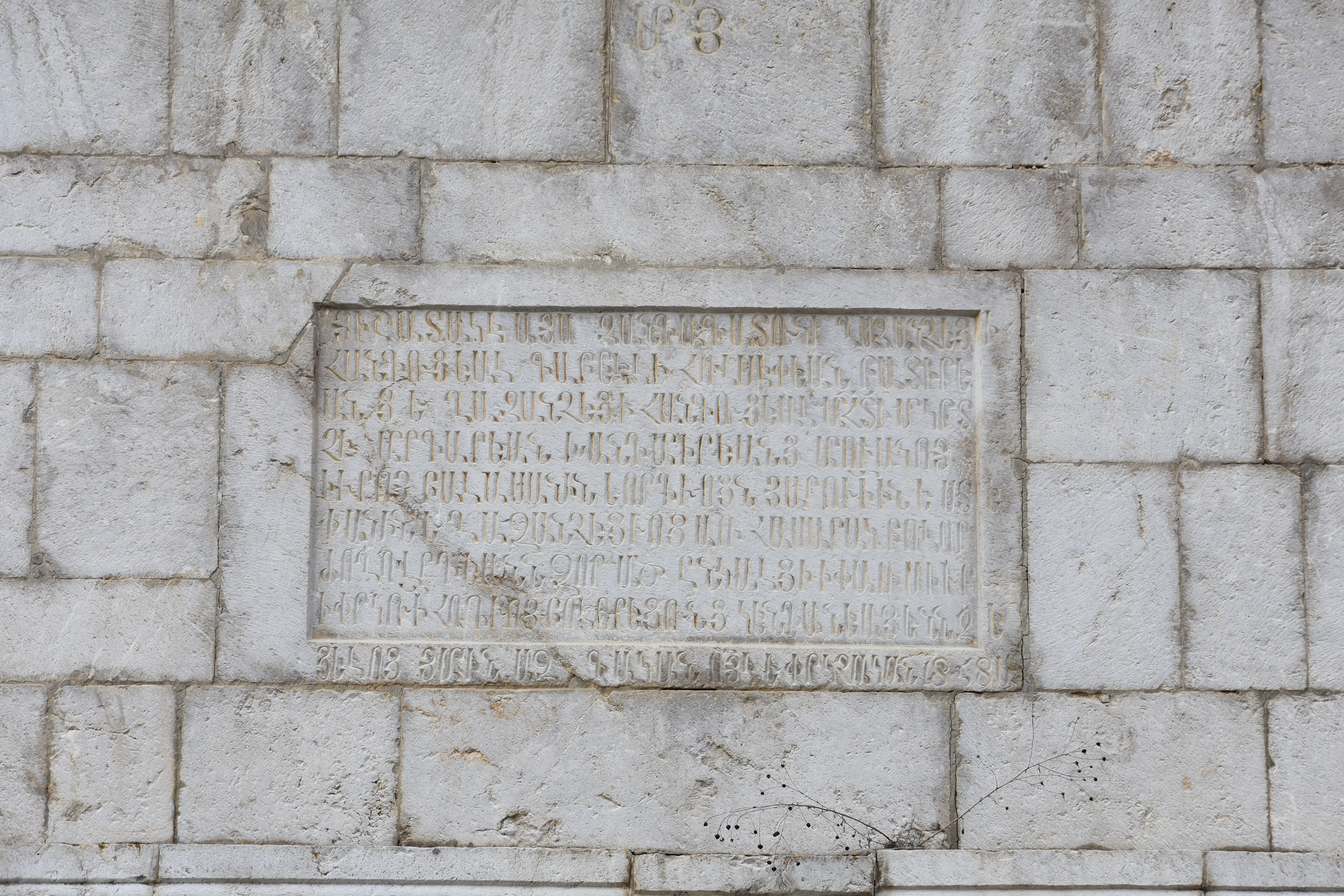
Памятная надпись на стене колокольни
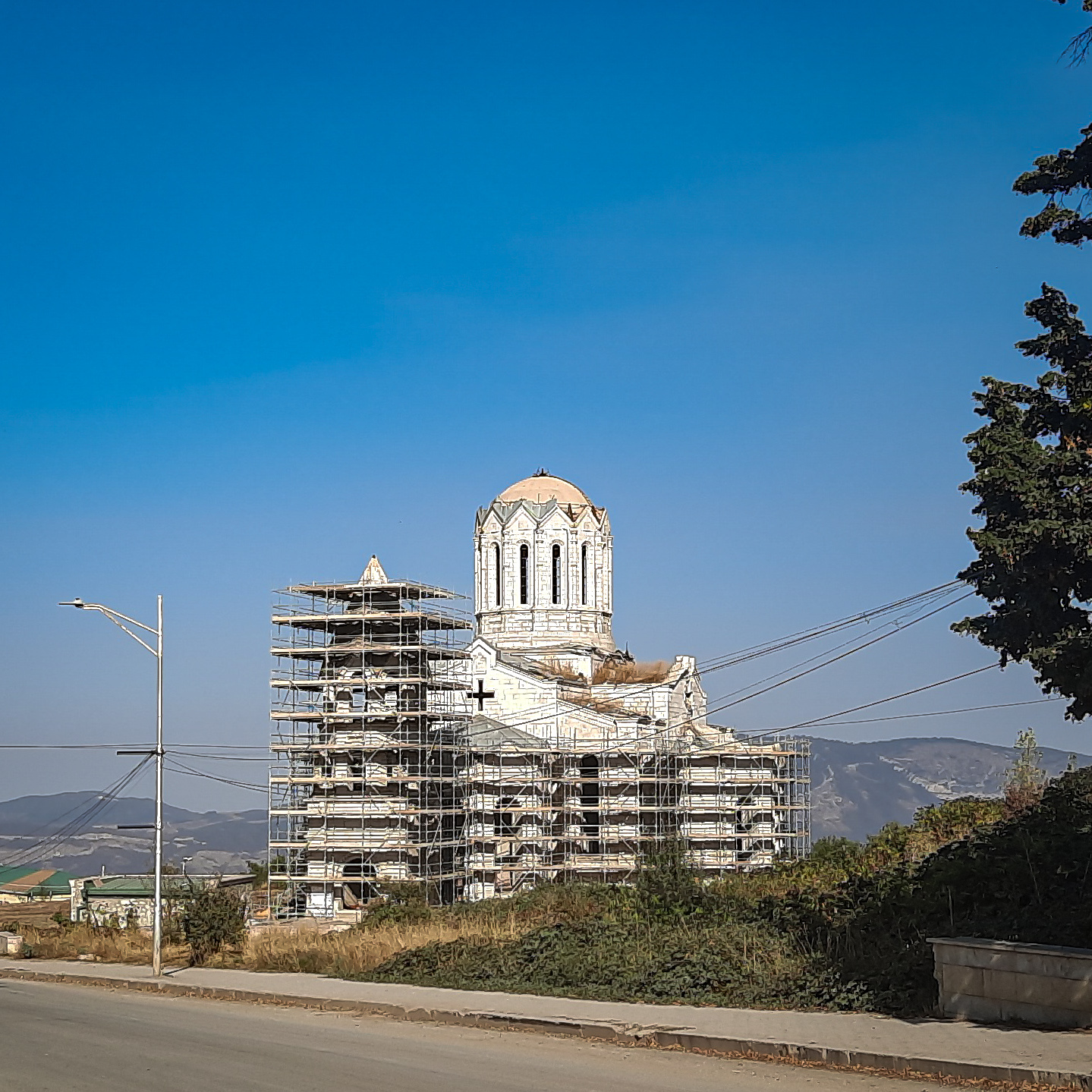
Состояние храма в сентябре 2022 г.